# Gaston Doumergue
Pierre Paul Henri Gaston Doumergue(franceză: [ɡastɔ̃ dumɛʁɡ] - n. 1 august 1863, Aigues-Vives, Languedoc-Roussillon, Franța – d. 18 iunie 1937, Aigues-Vives, Languedoc-Roussillon, Franța) a fost un politician francez care a servit ca președinte al Franței din 1924 până în 1931.
Însărcinat cu portofolii ministeriale importante, a fost numit pentru prima dată președinte al Consiliului de Miniștri în 1913, dar a fost forțat să părăsească puterea la câteva luni după numirea sa. A fost ales ca Președinte al Senatului în 1923.
La sfârșitul mandatului său de președinte al Franței, refuzând să concureze cu eventualul său succesor, Doumergue s-a retras, dar a prezidat un guvern de unitate națională în timpul crizei create de revoltele din 6 februarie 1934.